# Z dedykacją dla ulicy
Z dedykacją dla ulicy – album krakowskiego zespołu muzycznego Firma wydany 9 września 2002 roku. Na płycie znajduje się 17 utworów.

## Lista utworów
1. „Intro”
2. „Słowo na ulicy”
3. „Rozejrzyj się”
4. „Wszystkie akcje fachowe”
5. „Tak to na balandze”
6. „Spójrz na te twarze” (gościnnie: Doz)
7. „Siemasz”
8. „Być w porządku” (gościnnie: Mor W.A.)
9. „Brat”
10. „Awantury”
11. „Pale”
12. „Za małolata” (gościnnie: Sabot)
13. „Bazyle” (gościnnie: Tru Kru)
14. „Los” (gościnnie: DSN)
15. „Całe życie z wariatami” (gościnnie: Sabot)
16. „Powiedz”
17. „Kiedyś”